# Jazz Samba
Jazz Samba ist ein Bossa Nova Album von Stan Getz und Charlie Byrd, das am 13. Februar 1962 aufgenommen wurde und am 20. April 1962 bei Verve veröffentlicht wurde. Jazz Samba war das erste Bossa-Nova-Album der US-amerikanischen Jazz-Szene und gilt als eines der meistverkauften Jazz-Alben aller Zeiten.

## Entstehungsgeschichte

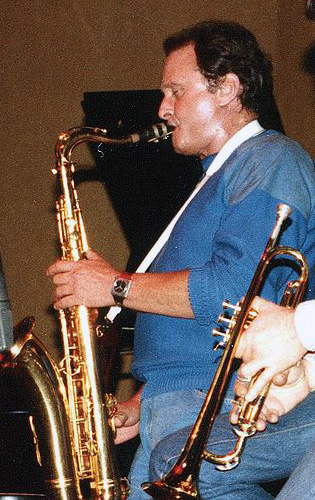
Stan Getz in Sandvika, Norwegen, Februar 1983

Obwohl Stan Getz der Star des Albums war, wurde das Album stark vom Gitarristen Charlie Byrd beeinflusst und gestaltet. Byrd hatte ebenso wie sein Schlagzeuger Buddy Deppenschmidt auf einer vom State Department finanzierten Gastspielreise durch Südamerika viel Bossa-Nova gehört und Bänder mitgebracht, die er enthusiastisch seinem Musikerkollegen vorspielte. Getz war insbesondere von dem Album Chega de Saudade von João Gilberto begeistert, das Bossas von Antônio Carlos Jobim enthielt. Getz und Byrd entschieden, ein Album in diesem neuen Stil aufzunehmen. Hierzu wählten sie Kompositionen von Jobim (Desafinado und One Note Samba (Samba de Uma Nota Só)) und anderen Schöpfern der Bossa-Nova wie Baden-Powell oder Ary Barroso aus. Dazu kam eine Komposition von Byrd. Nach ersten Anläufen im Studio von Rudy Van Gelder kam es dann im Februar 1962 zur Aufnahme des Albums: Getz und Byrd wurden begleitet von der regulären Rhythmusgruppe von Byrd (Keter Betts am Bass, Buddy Deppenschmidt am Schlagzeug), die zusätzlich noch vom Bruder von Charlie Byrd, Joe „Gene“ Byrd, sowie Bill Reichenbach verstärkt wurde. Das Album wurde innerhalb von vier Stunden in der All Souls Kirche in Washington, DC aufgenommen. Getz und Produzent Taylor flogen unmittelbar darauf zurück nach New York. Taylor zögerte, ob er trotz Schwächen der Rhythmusgruppe das Album veröffentlichen sollte; es wurde aber kurz später als Verve LP V6-8432 auf den Markt gebracht. Byrd erhielt für die Mitwirkung am Album zunächst nur eine Routine-Gage. 1964 prozessierte er drei Jahre, um eine Beteiligung am Umsatz in Höhe von $ 50.000 zu erzielen.

## Wirkungsgeschichte
Die Veröffentlichung des Albums markiert den Beginn des Bossa-Nova-Fiebers in den Vereinigten Staaten, das Mitte der sechziger Jahre seinen Höhepunkt mit dem nächsten Album von Getz, Getz/Gilberto, erlebte. Das Album erreichte in den Pop-Album-Charts, in denen es 70 Wochen blieb, Platz 1.
Getz gewann den Grammy für die Beste Jazz-Instrumentaldarbietung – Solist oder Kleingruppe für Desafinado.
Das Album hat von Allmusic fünf Sterne erhalten und wird dort als wichtiger Bestandteil einer jeden Jazzsammlung gewertet. Das Album wurde im Jahr 2010 in die Grammy Hall of Fame aufgenommen.

## Titelliste
1. Desafinado (Antonio Carlos Jobim, Newton Mendonça) – 5:52
2. Samba Dees Days (Charlie Byrd) – 3:35
3. O Pato (The Duck) (Jayme Silva, Neuza Teixeira) – 2:34
4. Samba Triste (Baden Powell, Billy Blanco) – 4:44
5. One Note Samba (Samba de Uma Nota Só) (Antonio Carlos Jobim, Newton Mendonça) – 6:12
6. É Luxo Só (Ary Barroso) – 3:43
7. Baia (Ary Barroso) – 6:49
8. Desafinado (Bonus-Track auf der CD)[7] – 2:00